# 司徒永富
司徒永富（英語：Ricky Szeto Wing Fu，1962年—），香港商人，香港專業人才服務機構主席，1999年起出任鴻福堂集團執行董事，前任香港樹仁大學工商管理學系行政系主任、副教授。2020年開始改任鴻福堂行政總裁。同期被委任為香港理工大學會計及金融學院實務教授（財務）。

## 背景

### 早年生活
司徒永富的名字寓意「為家人帶來財富，以改善生活」。他因母親在他未滿一歲時病逝，加上任職三行木匠的父親需要到汶萊賺錢養家而與排行第二的兄長寄居於祖父母位於九龍紅磡機利士南路附近的唐樓寓所。其排行第一的兄長亦隨父親出外工作。司徒永富早年就讀板間房學校聖嘉諾小學暨幼稚園（1968年幼稚園、小一至小五），後隨家人移居山谷道邨。讀至五年級時由於不希望自己成為老師口中的「地底泥」，他於是前往何文田邨另覓學校，結果獲取錄在中華基督教會基浩小學完成剩下的小六課程。後來被派到昔日位於香港島水街的堅道英文書院升學。礙於交通不便，他轉到閩光書院就讀中一至中五的課程。在學期間本來無心向學，卻在中三時得到一位老師用心指導，成績因此轉好，並在考畢香港中學會考後以經濟與公共事務科 C 級的成績升讀中六預科。
基於香港中文大學沒有取錄他，當時被匯豐銀行錄用為櫃台服務員的他選擇入讀香港樹仁學院工商管理系，修讀經濟學文憑。與此同時到砵蘭街的「文藝書局」當店員、為學生補習以及當「星光電訊」的通宵更傳呼員。在求學階段，他曾到亞洲電視應徵藝員，還參加過香港航空青年團。及後於1984年，司徒永富計劃前往美國升學，且分別於1985年和1986年修畢路易斯安那州門羅大學（前稱東北路易斯安那大學）教育管理（因對教育方面感興趣）及工商管理碩士（被父親「司徒家沒有經商之才」一句話刺激而修讀）學位。一年後取得教育專士資格。1995年再完成南密西西比大學教育管理哲學博士課程，至2006年成為比立勤國立大學工商管理博士。又司徒永富本身是一名基督教徒。他於2009年在香港信義宗神學院修畢神學碩士學位。

### 事業發展
在工作方面，司徒永富於1987年回港任職嘉華銀行的人力資源經理。兩年後轉職市場營銷經理。未幾於1990年至1992年間重返嘉華銀行任職香港分行副經理。他其後於1992年加入鴻福堂集團，初時為總經理助理。1994年同時兼任其母校南密西西比大學的香港研究員助理。但他的個人發展在1997年遇上挫折。其時正值1997年亞洲金融風暴，司徒永富過度投資，引致變成負資產的一分子。失業的他最後唯有暫時與朋友一起售賣涼茶。直至1999年被擢升為鴻福堂集團的總經理兼執行董事。此前於1995年，他已在香港樹仁大學擔任工商管理學系行政系主任與副教授兩職。2015年曾與林以諾牧師主持亞洲電視節目《下一站諾富》。2019年至2021年獲政府委任為香港旅遊發展局成員。其餘擔任過的公職計有僱員補償援助基金管理局委員、食物安全中心降低食物中鹽和糖委員會委員、整筆撥款督導委員會會員、促進殘疾人士就業諮詢委員會會員、社會福利諮詢委員會以及零售業行業培訓咨詢委員會等。

## 政治立場
司徒永富是一名建制派人士。他於2011年香港選舉委員會界別分組選舉中，經信徒投票後，當選成為基督教界別的選舉委員會委員。後於2012年香港行政長官選舉中提名梁振英出選行政長官。

## 著作
- 待考：《創新管理》（英文版）
- 2001年：《企業風險管理》 ISBN 9789620763014
- 2005年：《笑傲職場》 ISBN 9789622086395
- 2006年：《企業管治——原則與商德》 ISBN 9789628780976
- 2008年：《從永富到永富．做個聰明的生命投資者》 ISBN 9789628998166
- 2008年：《卓越管理學》 ISBN 9789628919932
- 2010年：《營商有道－－企業管治新思維》 ISBN 9789881837479
- 2010年：《老闆要的不是牛》 ISBN 9787300131245
- 2012年：《當老闆遇上草莓族》 ISBN 9789881612342
- 2012年：《職場解決─12 案件重組》 ISBN 9789622449473
- 2012年：《縱橫職場秘笈》 ISBN 9789623803175
- 2013年：《為甚麼不能》 ISBN 9789881585363
- 2013年：《唔緊要-心中有富的人生智慧》 ISBN 9789888156498
- 2013年：《職場達人》 ISBN 9789866927263
- 2014年：《成長，學不完的生命功課》 ISBN 9789624574821
- 2015年：《拆解職場困局27招》 ISBN 9789882163911
- 2015年：《老闆要的不是牛》（最新增訂版）ISBN 9789888292813
- 2015年：《好好休息》 ISBN 9789888249930
- 2016年：《教曉員工高飛──風箏管理學的5P魔法》 ISBN 9789888292912
- 2018年：《樂活職場》 ISBN 9789623804011

## 外部連結
- 司徒永富個人網頁（页面存档备份，存于）
- Dr. Ricky SZETO 香港樹仁大學（页面存档备份，存于）